# 余長弘
余長弘（？—17世紀），字任可，號心齋，寧波府鄞縣人，明朝、南明政治人物。

## 生平
余長弘是大學士余有丁的曾孫，以恩蔭獲授中書舍人；弘光年間和徐葆初、朱日爃、賈必選、陳文顯、蔡宸恩、文伯達、吳憲湯、姜紹書、包壯行、史延曇、顏俊彥、胡其枝、汪挺、沈璇卿、周必強、鄭俠如、徐弘道等人一同在工部任職，擔任都水主事。很快他辭官回鄉，和朋友、僧人遊覽山水；個性恭敬謹慎、見義勇為，清朝順治十年（1653年）縣內饑荒，他出售資產煮粥救濟人民，建立留仁社惠及後人，後事不詳。

## 引用
1. 1 2  咸豐《鄞縣志·卷二十一·孝義》：余長宏，字任可，號心齋。文敏公有丁曾孫，以蔭授中書舍人，擢南京都水司主事。
2. 1 2  錢海岳《南明史·卷三十一·列傳第七》：（弘光）時工部先後司官可紀者，為徐葆初、朱日爃、賈必選、陳文顯、蔡宸恩、文伯達、吳憲湯、姜紹書、包壯行、史延曇、顏俊彥、胡其枝、汪挺、余長弘、沈璇卿、周必強、鄭俠如、徐弘道云。……長弘，字任可，鄞縣人。大學士有丁曾孫。任中書舍人，餉大同，遷都水主事。
3. ↑  錢海岳《南明史·卷三十一·列傳第七》：恭謹好義，歸值大飢，為留他牡，活人無算。
4. ↑  咸豐《鄞縣志·卷二十一·孝義》：恭謹好義，甲申之後棄官樂道，時與故人衲子遨遊山水間，賑貧䘏困不遺餘力。 聞志 調順治癸巳郡大饑，長宏鬻遣產作粥麋以飼饑者，立留仁社以惠後人，一遵朱子社宭斂散之法，全活者甚眾。 三補稽舊傳